# Alcazaba

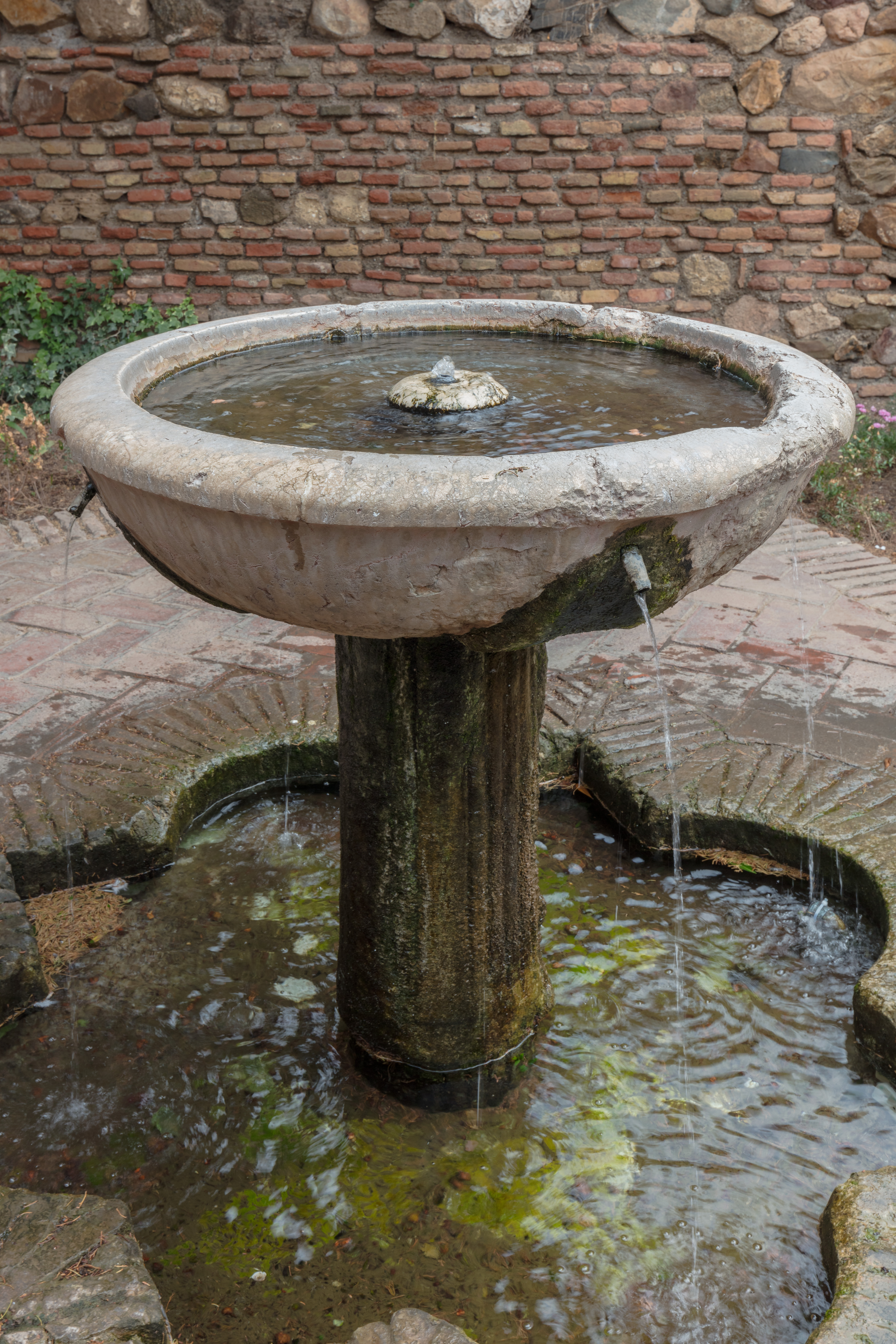
Patio de los Surtidores

Alcazaba är ett fort eller fästing i Spanien.   Det ligger i provinsen Provincia de Málaga och regionen Andalusien, i den södra delen av landet, 400 km söder om huvudstaden Madrid. Alcazaba ligger 29 meter över havet.
Terrängen runt Alcazaba är kuperad norrut, men åt sydväst är den platt. Havet är nära Alcazaba åt sydost.  Alcazaba ligger i centrala delarna av staden Málaga. 